# Makuniv, Mostîska
Makuniv (în ucraineană Макунів) este un sat în comuna Mali Mokreanî din raionul Mostîska, regiunea Liov, Ucraina.

## Demografie
Componența lingvistică a localității Makuniv
     Ucraineană (100%)
Conform recensământului din 2001, toată populația localității Makuniv era vorbitoare de ucraineană (100%).